# Cool Papa Bell
James Thomas Bell, detto Cool Papa (Starkville, 17 maggio 1903 – St. Louis, 7 marzo 1991), è stato un giocatore di baseball statunitense di ruolo esterno nelle Negro League. È stato inserito nella National Baseball Hall of Fame nel 1974.

## Carriera
Bell giocò nelle Negro league di baseball dal 1922 al 1950. Considerato da molti osservatori uno dei giocatori più veloci ad avere mai calcato il diamante di gioco. Nel 1999 The Sporting News lo inserì al 66º posto nella classifica dei migliori cento giocatori di tutti i tempi.
Nel 1937 Bell lasciò gli Stati Uniti per giocare nella Repubblica Dominicana nella squadra assemblata dal dittatore Rafael Trujillo, dopo di che, dal 1937 al 1941, giocò nella lega messicana, per poi fare ritorno negli Stati Uniti.